# Ahmad Kamyabi Mask
Œuvres principales
- A la recherche d'un ami
- Ionesco et son théâtre
- Les temps de l'attente

Compléments
- Influencé par 'Alî Sharî'atî, Samuel Beckett, Eugène Ionesco
- A influencé ses étudiants

Ahmad Kamyabi Mask (en persan : احمد کامیابی مسک), né en 1944 à Birdjand, est un écrivain, metteur en scène, critique de théâtre, traducteur et éditeur iranien.
Professeur émérite de théâtre moderne du département des arts dramatiques de la faculté des Beaux Arts de l'université de Téhéran, il est connu pour ses travaux sur Eugène Ionesco et Samuel Beckett.

## Biographie
Ahmad Kamyabi Mask a commencé comme un professeur universitaire en 1978 ; après avoir d'abord enseigné en tant que professeur d'école. Il est docteur d'État et "professeur de sciences humaines" depuis 1999. Il est l'auteur et traducteur de nombreux ouvrages et essais en français et en persan publié à Paris, à Téhéran et à Isphahan. Une partie de son œuvre a été traduite et publiée en anglais comme son livre Dernière rencontre avec Samuel Beckett traduit par Janet A. Evans comme Last Meeting with Samuel Beckett est de interviews de Kamyabi Mask avec Samuel Beckett. Ce livre a été traduit en un nombre de autres langues comme l'allemand, le persan, espagnol et néerlandais,,.
Il a également été directeur de théâtre, dramaturge, critique et acteur (brièvement).
Ahmad Kamyabi Mask est également chevalier de l'ordre des Palmes académiques depuis 2011.
Ahmad Kamyabi Mask est un littérateur du français et de littérature comparée, était un associé d'Eugène Ionesco. Ionesco a écrit une préface d'un de ses livres Ionesco et son théâtre. Il est un éminent critique de néologisme colonialiste de Martin Esslin pour le théâtre d'avant-garde en France aussi. Il a écrit dans Les Cahiers Renaud-Barrault 97 sur Rhinocéros de Ionesco. Jean-Louis Barrault mis en scène cette pièce de théâtre basée sur la critique de Kamyabi Mask.
Ahmad Kamyabi Mask a traduit nombreuses pièces de théâtre et plusieurs poèmes du français en persan et du persan en français. Ses traductions en français incluent une pièce de théâtre par Bahram Beyzai, Le huitième voyage de Sindbad (1990), et quelques poèmes d'Ahmad Shamlou. Il a également traduit nombreuses pièces de théâtre de Jean Genet, Eugène Ionesco et Fernando Arrabal en persan, y compris Rhinocéros de Ionesco, Les Nègres de Genet et L'Architecte et l'Empereur d'Assyrie d'Arrabal.

## Ouvrages (sélection)
- Ionesco et son théâtre, préface d'Eugène Ionesco suivie d'un entretien avec Ionesco, Éd. Caractères, 1987, Paris. - Deuxième édition, 1992, Éd. A. Kamyabi Mask, Paris.  (ISBN 9782950480637)
- Qui sont les rhinocéros de Monsieur Bérenger-Eugène Ionesco ? (Étude dramaturgique) suivie d'un entretien avec Jean-Louis Barrault, préface de Bernard Laudy, illustrations de Günther, Éd. A. Kamyabi Mask, 1990, Paris, (prix A.D.E.L.F., 1991).  (ISBN 9782950480606)
- Qu'attendent Eugène Ionesco et Samuel Beckett? et qu'en pensent: J.-L. Barrault, J. Mauclair, M. Maréchal, P. Vernois, T. Brown, A. Grodzicki, R. Benski, A. Epstein, R. Lamont, R. Schechner ? (entretiens), illustrations de Günther et Emeric Davis, Éd. A. Kamyabi Mask, 1991, Paris.  (ISBN 978-2950480620)
- Qu'a-t-on fait de Rhinocéros d'Eugène Ionesco à travers le monde (Allemagne, France, Roumanie, Iran, Japon, États-Unis...), préface d'Eugène Ionesco, avant-propos et illustrations de Günther et de Taha, suivi des entretiens avec Hamid Samandarian, Ion Lucian, Karl-Heinz Stroux, William Sabatier, Éd. A. Kamyabi Mask, 1995, Paris.  (ISBN 978-2910337018)
- A la recherche d'un ami: d'après Le petit prince d'Antoine de Saint-Exupéry (pièce en trois actes), pour les enfants de 7 à 77 ans, Éd. Kamyabi mask, 1995, Paris.  (ISBN 9782910337025)
- Histoire du prince Nik et de la fée Golpary : pièce en deux actes d'après un conte persan pour les enfants, Éd. A. Kamyabi Mask, 1997, Paris.  (ISBN 9782910337032)
- Les temps de l'attente, Éd. A. Kamyabi Mask, 1999, Paris.  (ISBN 978-2-910337-04-9)

### Traductions en français
- Mirzadagui, Shokouh. Par delà le néant, tr. Ahmad Kamyabi Mask. Paris : Caractères, 1985.
- Rhinocéros : Seigneur Gautama, Bouddha, tr. Ahmad Kamyabi Mask. Paris : Caractères, 1986 / A. Kamyabi Mask, 1995.  (ISBN 9782910337001)
- Bayz̤āʼī, Bahrām. Le Huitième voyage de Sindbad : pièce persane, tr. Ahmad Kamyabi Mask. Paris : A. Kamyabi Mask, 1990.  (ISBN 9782950480613)
- Châmlou, Ahmad. Choix de poèmes, tr. Ahmad Kamyabi Mask. Paris : A. Kamyabi Mask, 2000.  (ISBN 9782910337070)